# 3 Supermen contro il Padrino
3 Supermen contro il Padrino è un film del 1979, diretto da Italo Martinenghi.
È uno dei film della serie dei 3 Supermen (il secondo diretto da Martinenghi), in cui più volte cambiano regista, interpreti e nomi dei personaggi, avviata col film I fantastici 3 Supermen del 1967.

## Trama
Un professore tedesco costruisce una Macchina del tempo e decide di sperimentarla in Turchia. Scopre dove i Bizantini nascosero il loro tesoro durante la Caduta di Costantinopoli. Dopo che questo successo è diventato noto, la mafia e le potenze mondiali combattono per il possesso della macchina del tempo. Murat e gli altri "Süpermenler", una banda di tre supereroi detective, vengono in aiuto dello scienziato tedesco e alla fine riescono a salvare il mondo.